# Jan Gustav Richter
Jan Gustav Richter (před 1840, Drážďany – po 1875) byl prvním fotografem, který se trvale usadil v Českých Budějovicích. Působil zde od 50. do 70. let 19. století a provozoval svůj fotoateliér na dvoře budovy, která je dnes Poliklinikou Sever. České Budějovice ale nakonec opustil, působil pak na vimpersku a vyšebrodsku a zemřel neznámo kde. Většinu jeho díla tvoří portréty, ale dochovaly se také například vzácné fotografie Pražské brány před její demolicí.

## Život

### Začátky
Jan Gustav Richter přišel do Českých Budějovic z Drážďan. Jeho původním povoláním bylo herectví, příležitostně účinkoval u německých divadelních společností, které přicházeli do Budějovic na krátkodobá hostování v městském divadle. Fotografování tak bylo pro Jana Gustava Richtera zpočátku pouhým koníčkem. Svůj první fotoaparát si sestavil úplně sám pomocí běžně dostupných čoček. Výsledky jeho samouckých snah, které vystavil v roce 1852 na první budějovické výstavě řemesel, získaly pozornost tisku, který se o něm pochvalně vyjádřil. To vedlo Richtera ke změně kariéry. Svou první fotografickou dílnu si otevřel v 1. patře dnešního (2020) domu č. 5 v Široké ulici a svou činnost začal inzerovat v novinách. Postupem času začal nabízet také barvení černobílých portrétů olejovými nebo akvarelovými barvami, fotokopírování obrazů či pořizování fotografií na sklo nebo voskované plátno procesem pannotypie. Po třech letech se přestěhoval do domu, který je dnes (2020) pod č. 18 v ulici U Černé věže, po dalších třech letech se přestěhoval do Nové ulice č. 3, kde dnes (2020) sídlí kavárna Měsíc ve dne. Zkraje 60. let se přestěhoval ještě dvakrát, své zákazníky v té době přijímal v hostinci U Zlatého slunce. Těžištěm jeho tvorby do té doby byly drobné průkazové fotografie, na kterých se negativně neprojevovalo Richterovo amatérské vybavení.

### Vlastní ateliér
V roce 1863 získal živnostenské oprávnění a usadil se poblíž své bývalé adresy v domě lékaře Karla Haase, který je dnes Poliklinikou Sever. Na dvoře tohoto domu si postavil jednoduchý prosklený ateliér se závěsy, kterými mohl regulovat míru přirozeného osvětlení. K tomu zakoupil nové kvalitní vybavení, několik židlí a křesel, pár kusů dekorativního nábytku a výměnné pozadí. V tu dobu se jednalo o jediný fotoateliér této úrovně v celých jižních Čechách. Nyní si Jan Gustav Richter mohl dovolit fotografovat celé skupiny a nabízet i větší formáty fotografií. Postupem času si najal i vlastního pomocníka. V druhé polovině šedesátých let Richterovi vyrostla v Budějovicích nová konkurence v podobě Adolfa Pecha a Jana Wolfa. V roce 1867 zdokumentoval Pražskou bránu před její demolicí, v témže roce vyhotovil velkoformátovou fotografii Eggertovy vily. V roce 1872 vytvořil sérii snímků dokumentující grafitové doly v Hůrce u Černé v Pošumaví a okolí, rok poté fotil zbrusu novou budovu německého spolkového domu v Českých Budějovicích.

### Odchod z Budějovic
V sedmdesátých letech ho však také zasáhla smrt manželky. Také stav jeho duševně nemocného dospívajícího syna se zhoršoval. V návaznosti na to Richter České Budějovice opustil. Ateliér, který po sobě zanechal, pár let poté získal Jan Nepomuk Ritter. V roce 1875 vystavoval Jan Gustav Richter ve Vimperku snímky z města a okolí, o tři roky později sídlil ve Vyšším Brodě. Stále však využíval svých kontaktů v Českých Budějovicích, místní papírník Jan J. Zink pro něho vydával pohledy z fotografií, které Richter pořídil z Rožmberku a Nových Hradů. Po roce 1878 už o něm žádné další zmínky zdroje neuvádějí.

## Galerie

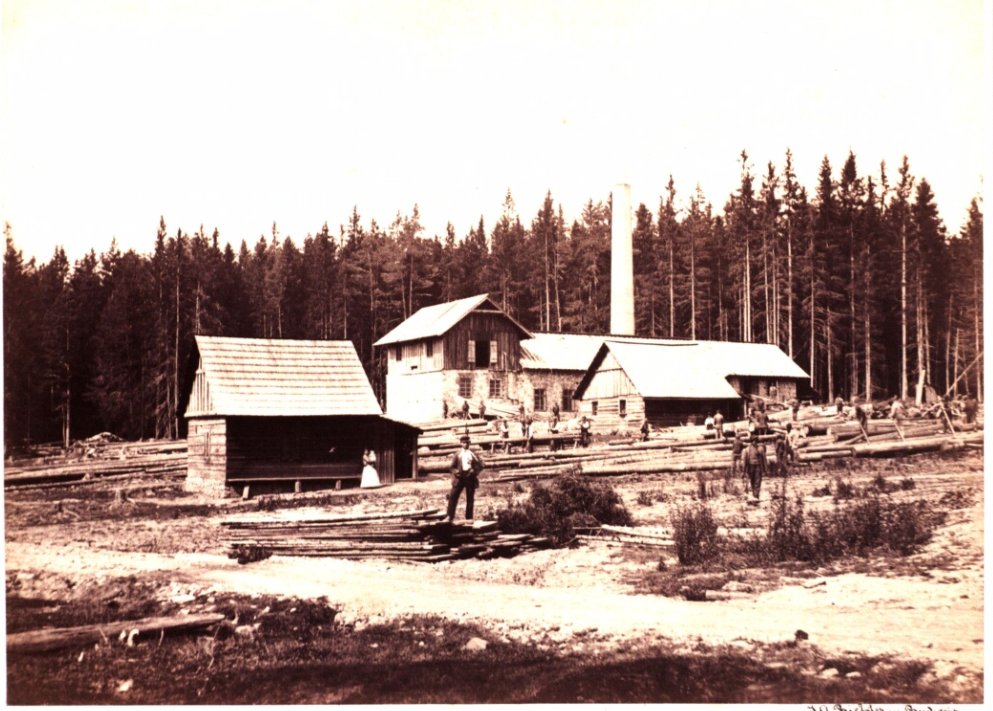
Eliášova šachta grafitového dolu v Mokré u Horní Plané v roce 1872
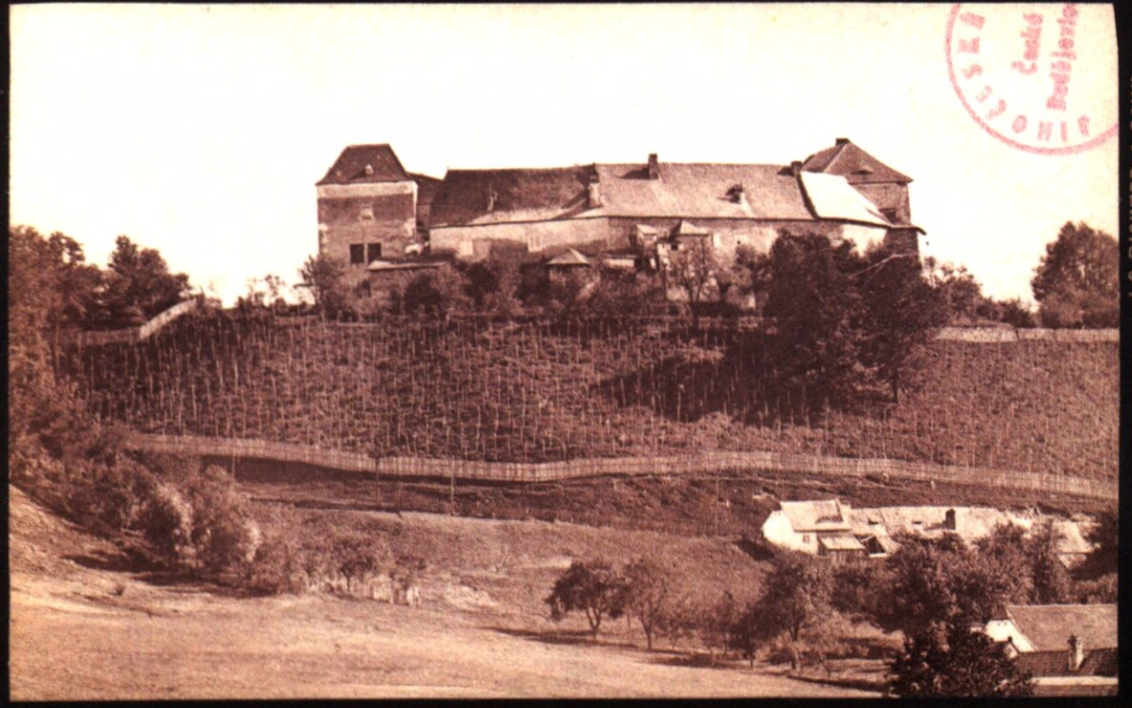
Hrad v Nových Hradech, severozápadní strana, 1878
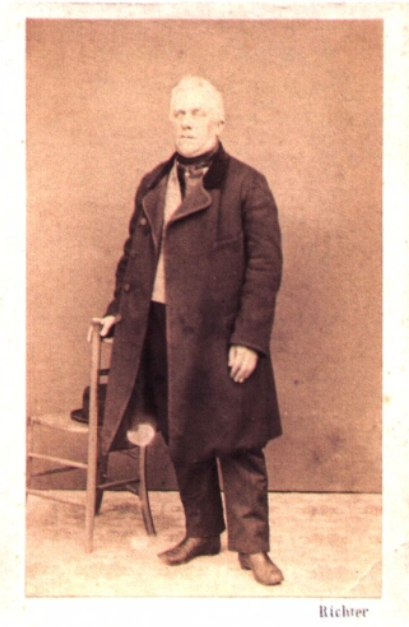
MUDr. Karl Haas, lékař z Českých Budějovic, někdy po roce 1864
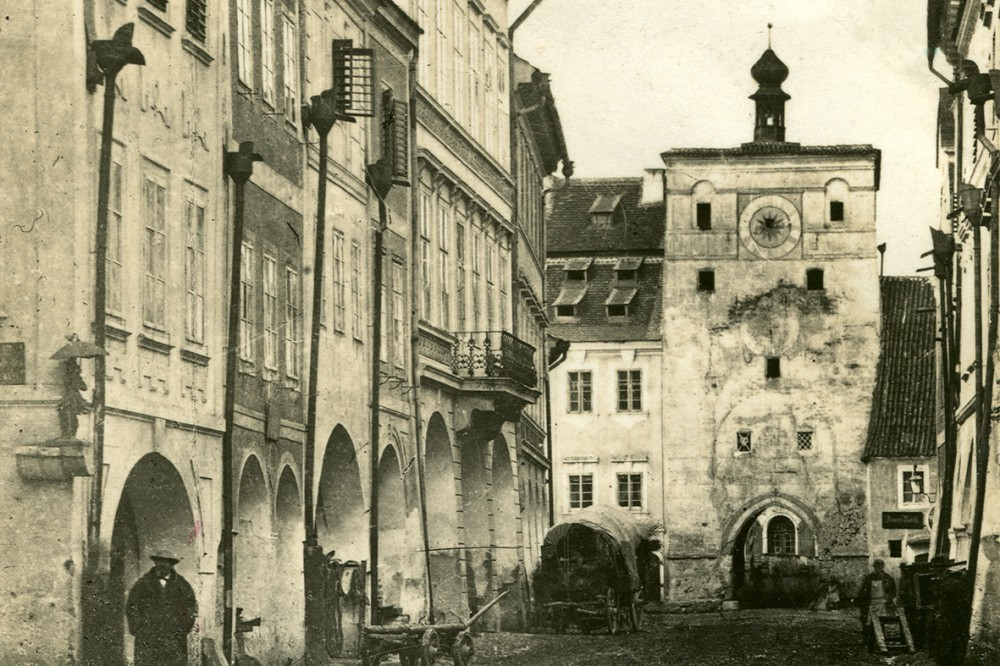
Pražská brána (České Budějovice)
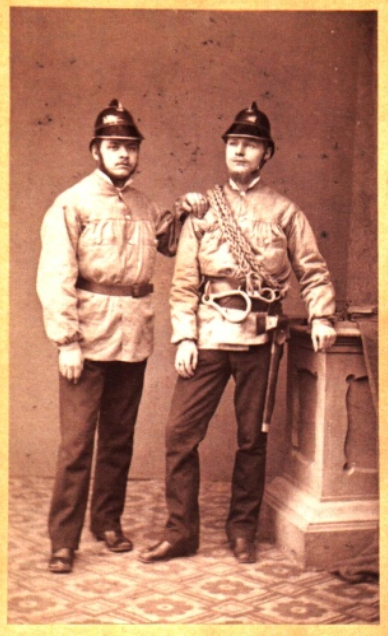
Členové městského požárního sboru v Českých Budějovicích